# Monte-Carlo-rali
A Monte-Carlo-rali (hivatalosan: Rallye Automobile Monte-Carlo) egy raliverseny a Monacói Hercegségben. A versenyt a Monacói Automobil Klub (Automobile Club de Monaco) szervezi.  Szintén ők rendezik a Formula–1-es monacói nagydíjakat is. A verseny központja Monte-Carlo, míg a gyorsasági szakaszokat a Francia Riviérán és a környező, nagyrészt Franciaország területén lévő hegyeken tartják.
Az első futam 1911-ben rajtolt el, ezzel a világ leghosszabb ideig rendezett raliversenyének számít. 1973 és 2008 között a rali-világbajnokság versenynaptárában is szerepelt. 2009-ben és 2010-ben az Interkontinentális ralibajnokság futamaként rendezték meg.
A verseny aszfaltutakon zajlik, hagyományosan januárban, így általában havas-jeges körülményekkel kell a résztvevőknek megküzdeniük.

## Győztesek

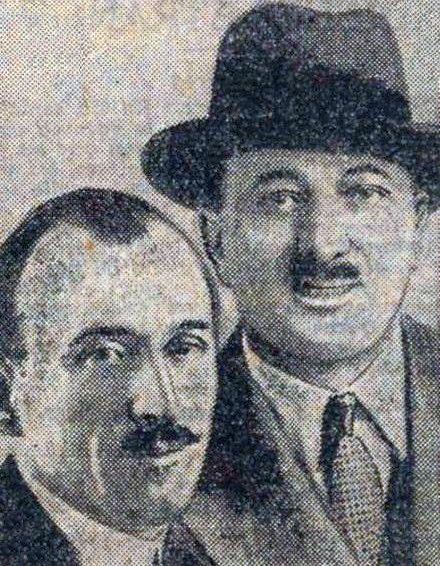
A Monte-Carlo rali megalkotói, Anthony Noghès és René Léon.

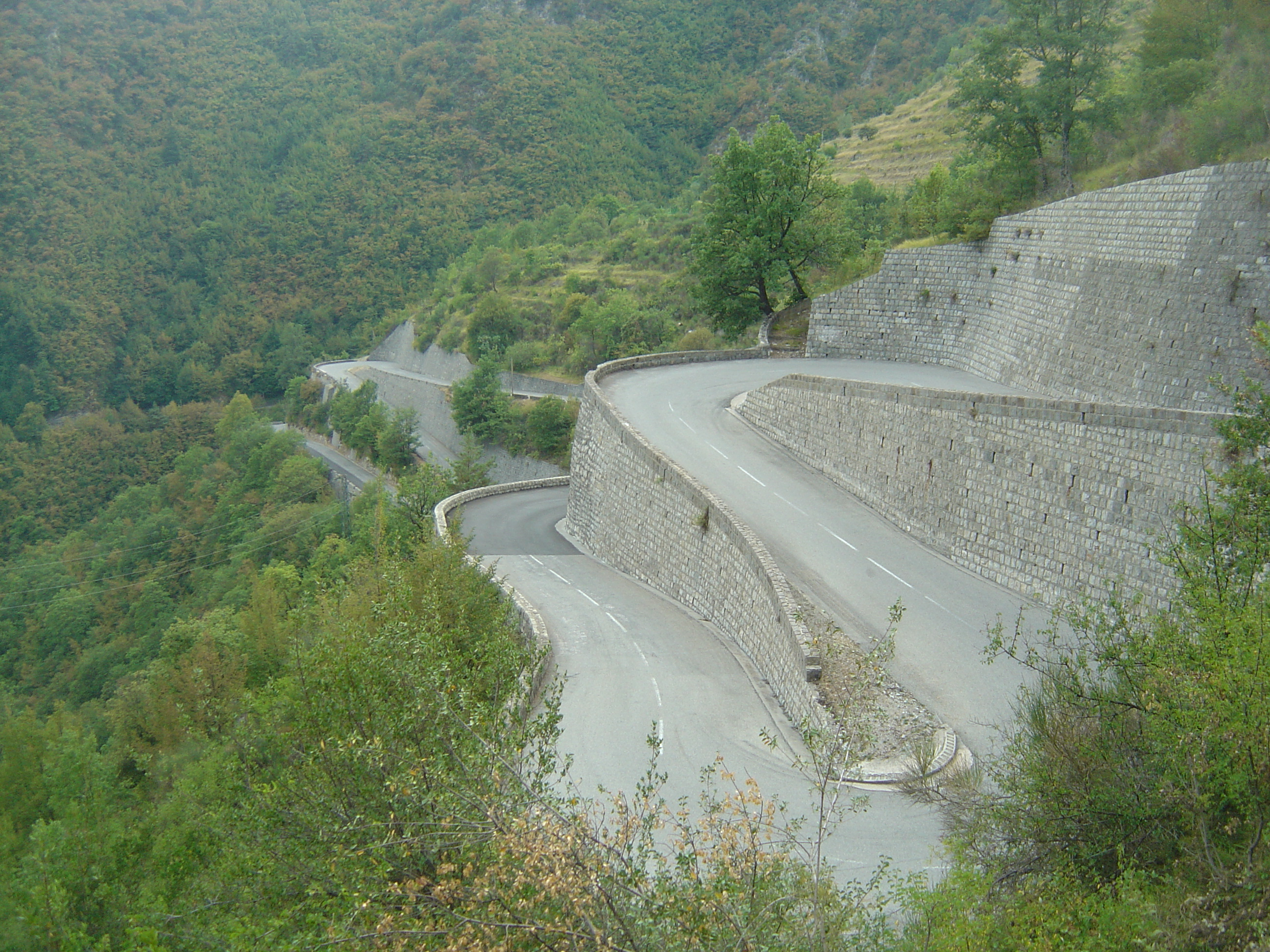
A hajtűkanyarjairól híres col de Turini szakasz

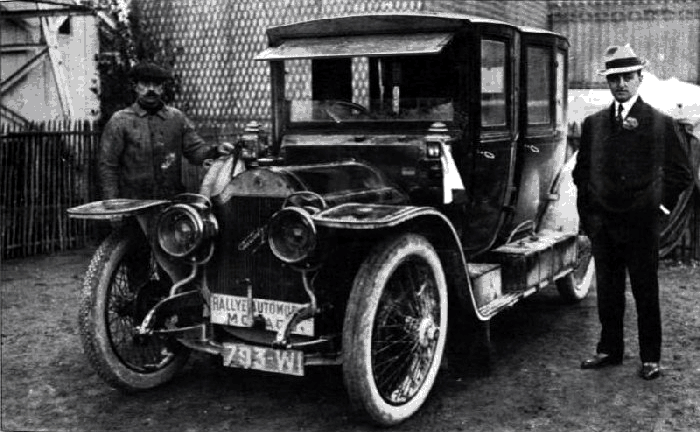
1911 – Henri Rougier és a győztes 25 lóerős Turcat-Méry a legelső Monte-Carlo rali előtt

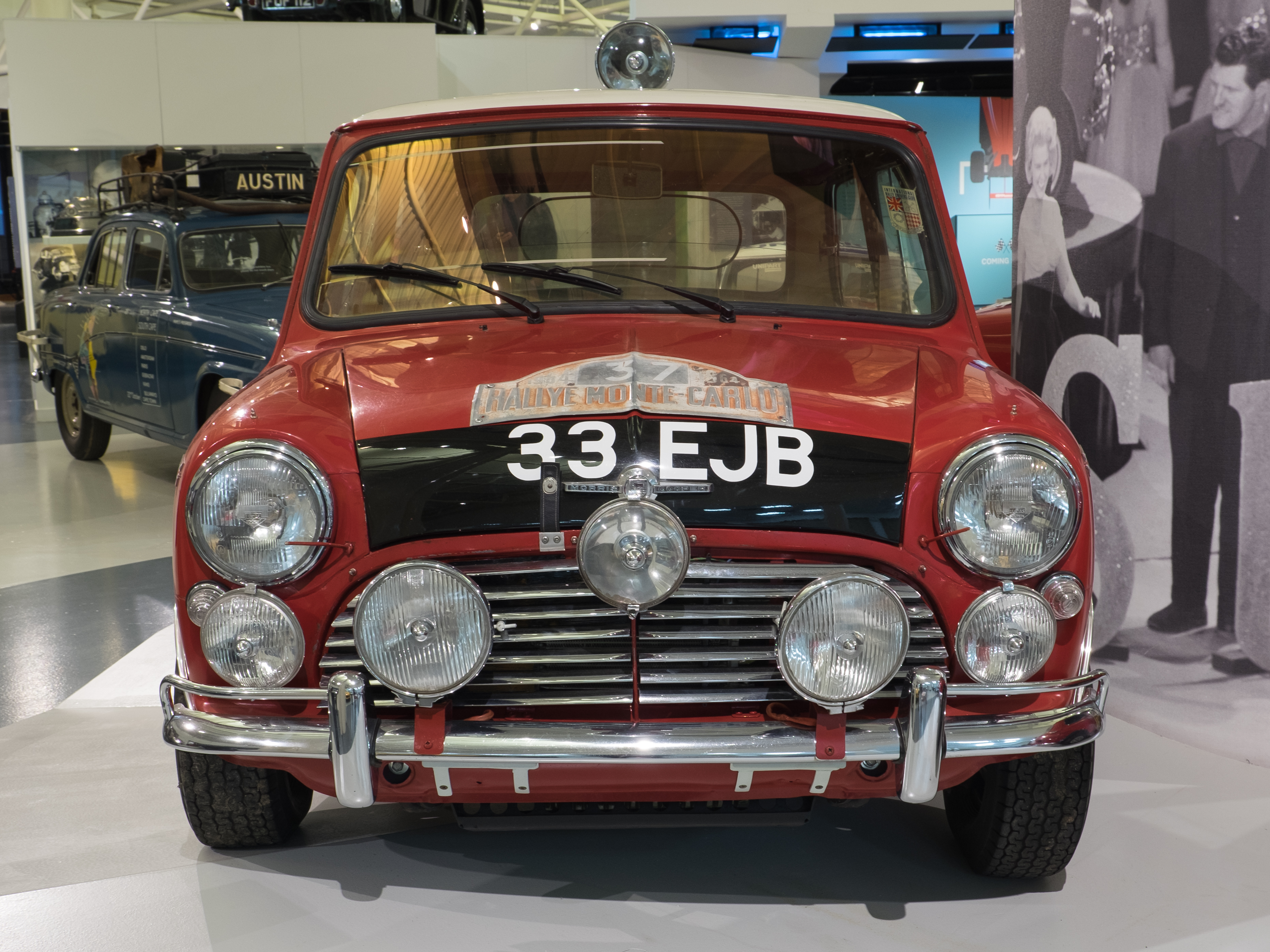
Az 1964. évi Monte-Carlo rali győztes autója a Morris-Mini Cooper S

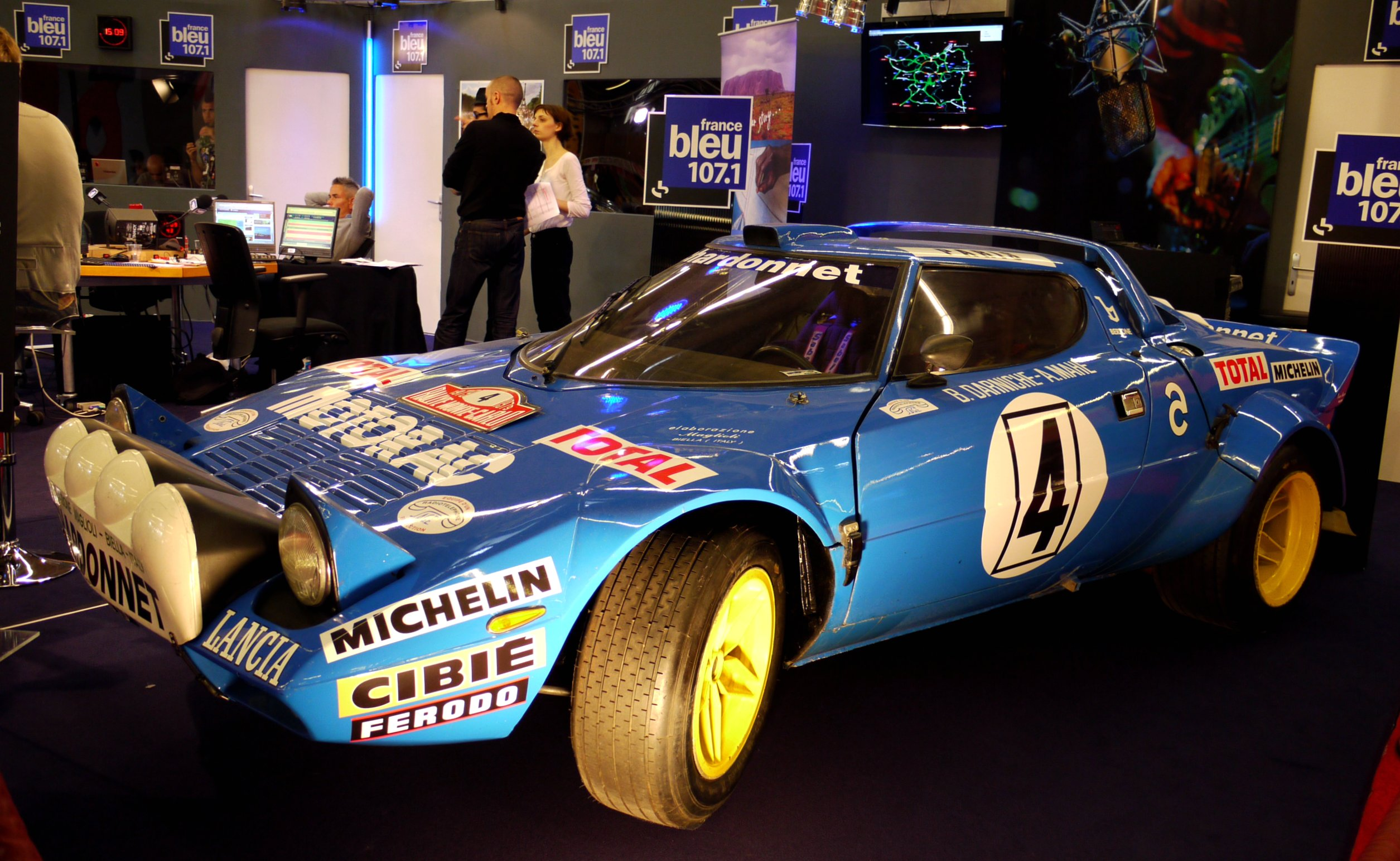
A francia Bernard Darniche a Lancia Stratos HF volánja mögött nyerte meg az 1979-es viadalt.

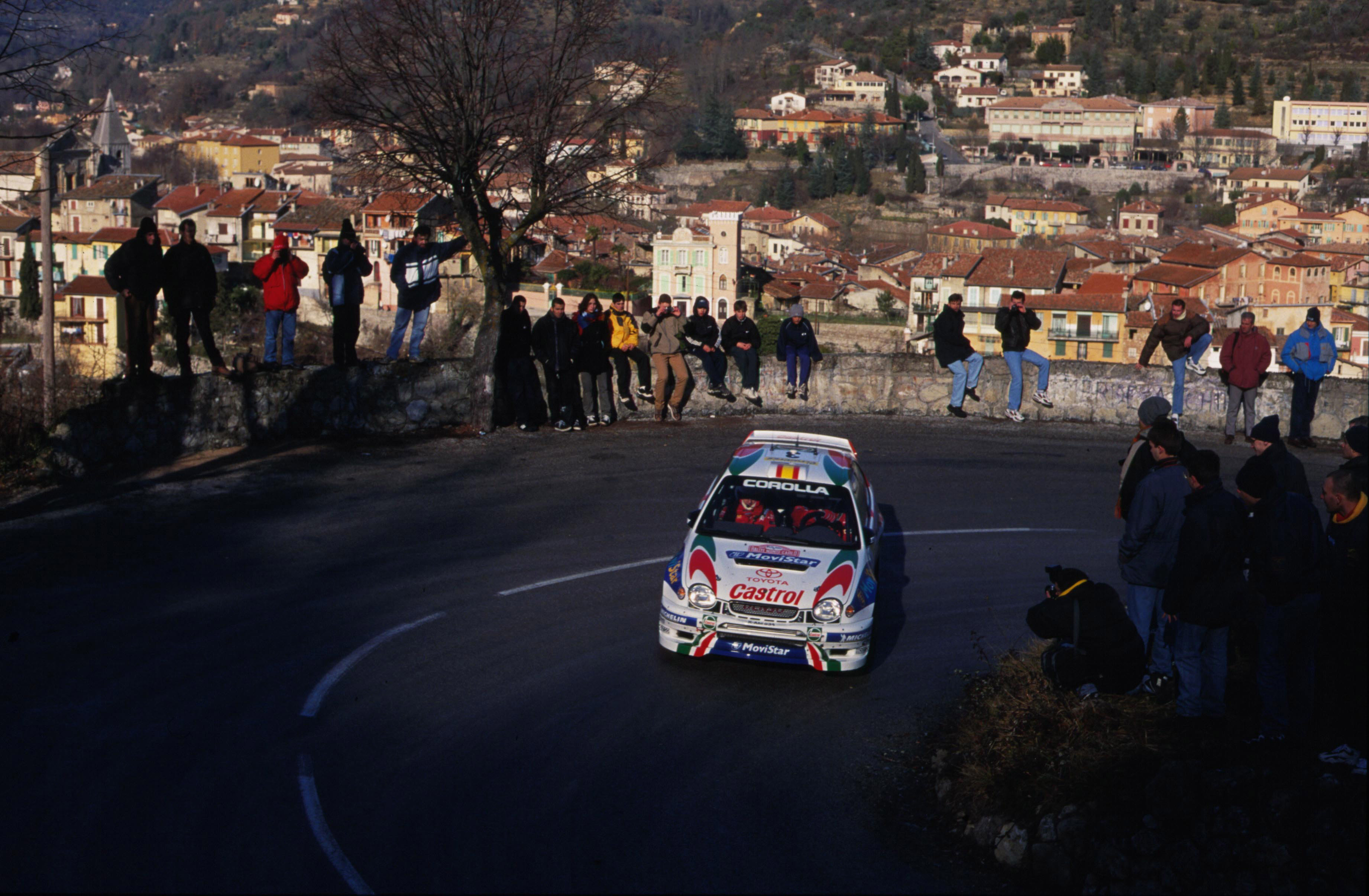
Carlos Sainz egy Toyota Corolla WRC versenyautóval száguldott az 1999-es Monte-Carlo ralin.

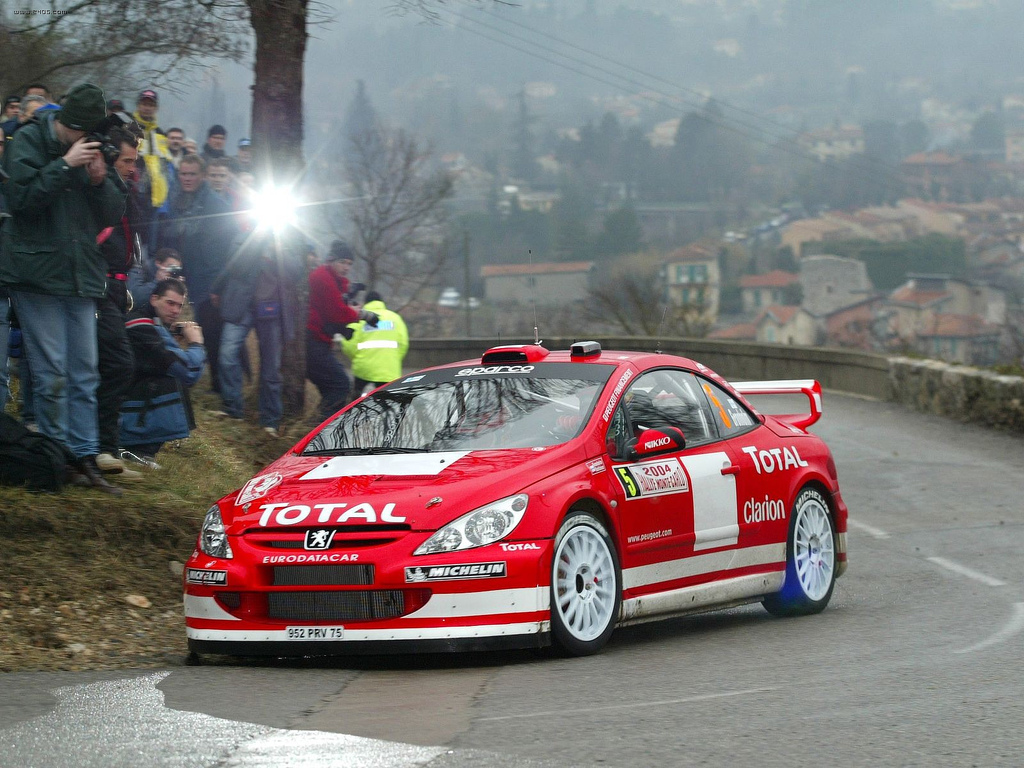
Marcus Grönholm a 2004-es versenyen

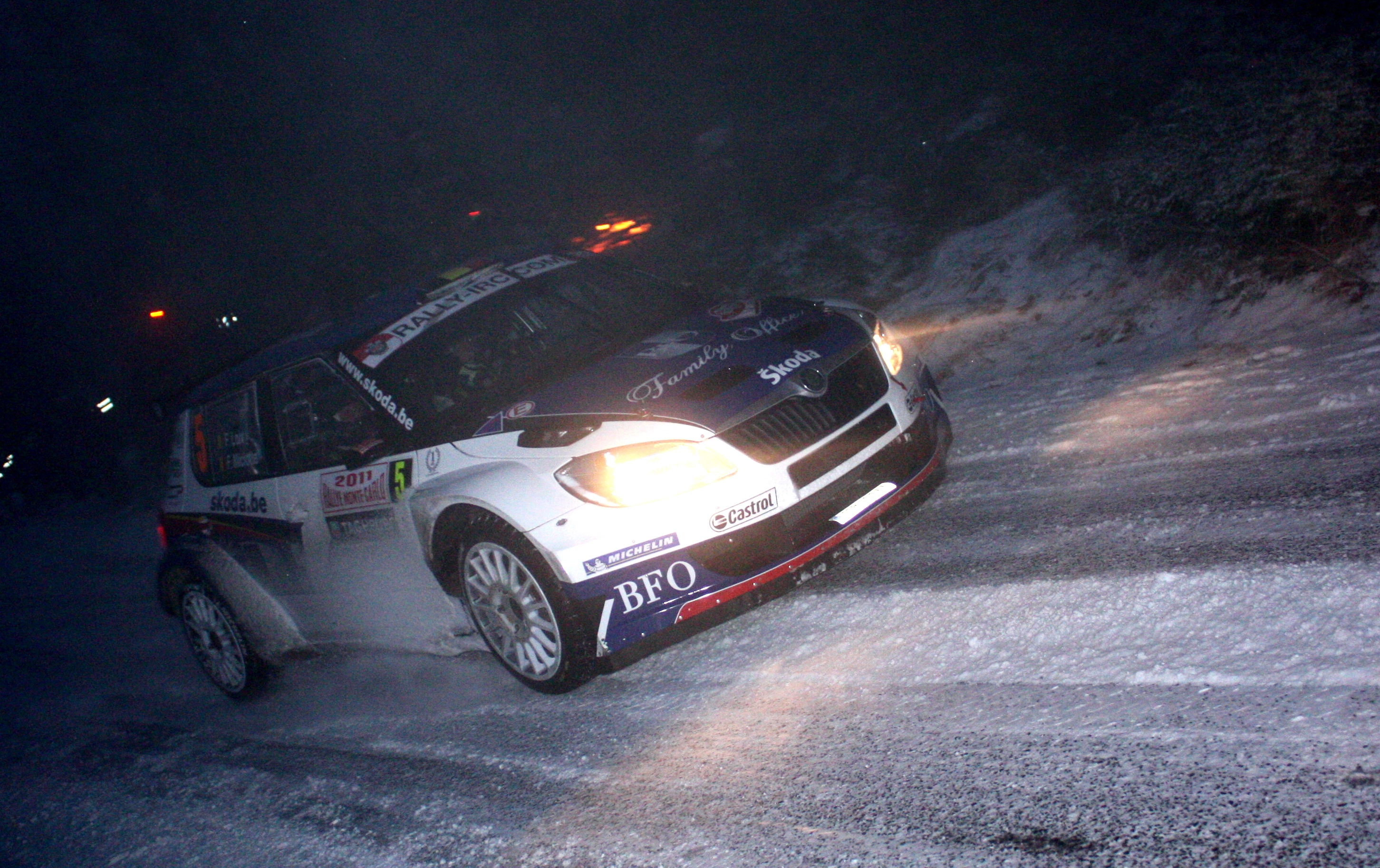
Freddy Loix egy Škoda Fabia-val teljesítette a 2011. évi versenyt.

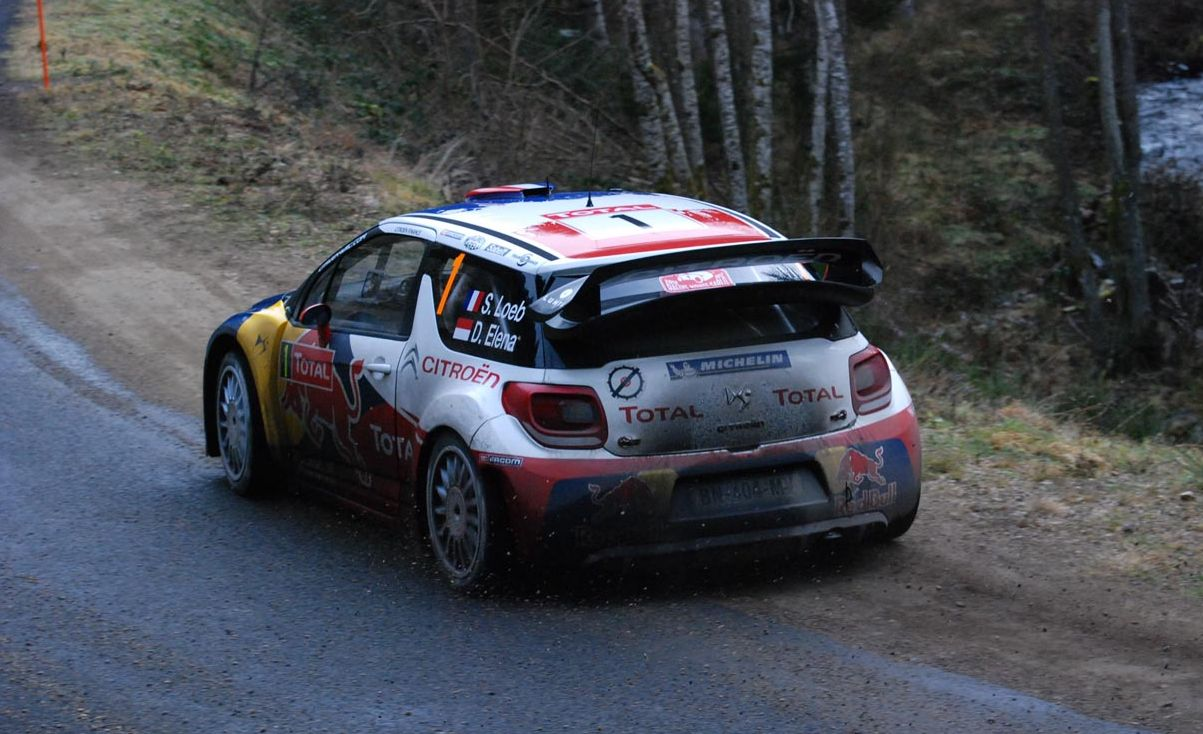
Sébastien Loeb a 2012-es Monte-Carlo rali egyik szakaszán a Citroën DS3 WRC autót vezetve.